# Jules Bourcier
Claude Marie Jules Bourcier (1797, Cuisery - 9 de marzo de 1873, Batignolles, París) fue un ornitólogo y político francés.
Fue un especialista de la familia Trochilidae, y descriptor de numerosas especies, a veces en colaboración con Étienne Mulsant (1797-1880) y de Adolphe Delattre (1805-1854). Bourcier fue además cónsul de su país en Ecuador, desde 1849 à 1850.

## Algunas publicaciones
- 1850. Description et figures d'une espèce nouvelle d'oiseau-mouche le d'Allard, Ornismya allardi... 2 pp.

### Libros
- 1874. Collection typique d'oiseaux mouches (Trochilidés). Editor E. Deyrolle, 12 pp.
- 1840. Formation de la soie chez la chenille du Mûrier (Bombyx mori, Fabricius): description de l'organe producteur de la matière soyeuse. Editor impr. L. Bouchard-Huzard, 11 pp.

## Honores

### Epónimos
- El colibrí de Bourcier Polyonymus caroli, que describió en 1847
- El ermitaño de Bourcier Phaethornis bourcieri, descripto por René Primevère Lesson (1794-1849) en 1832

## Abreviatura (zoología)
La abreviatura Bourcier  se emplea para indicar a Jules Bourcier como autoridad en la descripción y taxonomía en zoología.